# Věšín
Věšín (německy Weschin) je obec v okrese Příbram ve Středočeském kraji, asi 16 km jihozápadně od Příbrami. Žije zde 684 obyvatel.

## Historie
První písemná zmínka o vesnici pochází z roku 1349. Svůj název obec získala odvozením od jména jejího zakladatele Václava (Viecesla, Velislav, zkráceně Věch, Věša nebo Vieška). Starobylá obec se původně rozkládala v místech na vrchu, kde se říkávalo „na Starých Věšínech“, proti samotě „Na Vejrovně“. Obyvatelé založili později níže u potoka novou osadu a dědinu „na Starém Věšíně“ k ní připojili. Věšín patřil odedávna rožmitálskému panství. Ves byla neblaze poznamenána třicetiletou válkou, po níž zde zůstalo mnoho prázdných a zpustlých stavení. Sotva se obec po třicetileté válce vzpamatovala, stihl jí v roce 1661 požár, při němž vyhořelo 6 statků.
Ve Věšíně bývalo tradiční cvokařské řemeslo. První výrobní cvokařské družstvo bylo založeno v roce 1892 a zaměstnávalo 70 osob. Vyráběly se kované hřebíky, zámkové, pantové, ostrohlavé, lafetové atd.
Poblíž hlavní silnice směrem na Plzeň ve 20. a 30. letech 20. století vzniklo rekreační středisko „Veekendová osada Brdy ve Věšíně“, lidově nazývané „Vekend“. Areál tvoří hlavní budova s jídelnou, kolem níž je řada chatek.
Dne 9. září 1929 vypukl ve Věšíně požár. Za půldruhé hodiny lehlo popelem 29 čísel popisných s přilehlými stodolami. Dobrovolné spolky a organizace ihned začaly vybírat peníze na pomoc, aby zmírnili bídu postižených obyvatel a přispěli na postavení nových příbytků. Podruhé byl Věšín v plamenech již 30. dubna 1933, kdy shořel domek č. 23 se stodolou a stájí a dva přilehlé domky.
K Věšínu náleží i samota „Na Výrovně“, kde během 2. světové války žila a hospodařila rodina Viktorů. K nim hajný z Teslínů, který se znal s Josefem Viktorů, přivedl v dubnu roku 1942 čet. Bohuslava Grábovského, který patřil k pětičlenné skupině parašutistů vysazených v prostoru Padrťských rybníků, Teslín a Bukové vysazen v rámci operace „Intrasive“. Původním cílem seskoku měla být Českomoravská vysočina, místo toho se parašutisté ocitli uprostřed brdských lesů. Rodina Viktorů Grábovskému poskytla úkryt. Tomu se poté podařilo dostat až do Bernatic, kde byl jeho úkryt prozrazen a při výslechu bylo zjištěno, že se ukrýval u Viktorů. Celá rodina Viktorů a jejich příbuzných Hübelbauerových byla zatčena a odsouzena k trestu smrti zastřelením vykonaného 3. července 1942.

## Geografie
V jihozápadní části katastrálního území Věšín leží přírodní rezervace Na skalách a zasahuje do něj část přírodní rezerzvace Getsemanka.

### Životní prostředí
V obci neexistuje splašková kanalizace. Odpadní vody obyvatel jsou zachycovány v bezodtokových jímkách odkud jsou vyváženy k likvidaci do ČOV v Rožmitále pod Třemšínem, ale část odpadních vod je vypouštěna nečištěná přímo do povrchových vod. Hlavní překážkou pro zbudování kanalizace jsou vysoké pořizovací náklady a zamítavý postoj vedení obce. Realizace kanalizace je v územním plánu obce na období 2015–2025 podmíněna vypsáním dotačních titulů. Absence kanalizace v obci má negativní dopady na kvalitu okolních povrchových vod a místní ekosystémů, včetně evropsky významné lokality Niva Kotelského potoka.

## Obecní správa

### Části obce
- Buková (k. ú. Buková u Rožmitálu pod Třemšínem)
- Věšín (k. ú. Věšín a Věšín v Brdech)

Součástí obce jsou také základní sídelní jednotky Teslíny a Věšín v Brdech. K obci patří také Brdy, Chynská, Koukalka, Na Rovinách, Uhelnice, Václavka, Varta a Výrovna.
Sousedními obcemi sídla jsou Míšov, Rožmitál pod Třemšínem a Nepomuk.
V souvislosti se zánikem vojenského újezdu Brdy bylo k 1. lednu 2016 k obci připojeno katastrální území Věšín v Brdech, které vzniklo k 10. únoru 2014. Toto území má rozlohu 24,051 408 km² a je zde evidováno 0 budov a 0 obyvatel.

### Územněsprávní začlenění
Dějiny územněsprávního začleňování zahrnují období od roku 1850 do současnosti. V chronologickém přehledu je uvedena územně administrativní příslušnost obce v roce, kdy ke změně došlo:
- 1850 země česká, kraj Plzeň, politický i soudní okres Březnice[10]
- 1855 země česká, kraj Písek, soudní okres Březnice
- 1868 země česká, politický okres Blatná, soudní okres Březnice
- 1939 země česká, Oberlandrat Klatovy, politický okres Blatná, soudní okres Březnice[11]
- 1942 země česká, Oberlandrat Plzeň, politický okres Strakonice, soudní okres Březnice[12]
- 1945 země česká, správní okres Blatná, soudní okres Březnice[13]
- 1949 Plzeňský kraj, okres Blatná[14]
- 1960 Středočeský kraj, okres Příbram
- 2003 Středočeský kraj, okres Příbram, obec s rozšířenou působností Příbram

### Zastupitelstvo
Obec má 11členné zastupitelstvo. V komunálních volbách v roce 2010 získalo 5 mandátů Sdružení nezávislých kandidátů (zbylé šest míst odsadila 4 místy ČSSD, 1 místem ODS, 1 místem KSČM). V komunálních volbách v roce 2014 získala ČSSD 5 mandátů (zbylých šest míst obsadily 4 Sdružení nezávislých kandidátů, 1 místo ODS, 1 místo KSČM). V komunálních volbách v roce 2018 získalo 5 mandátů Sdružení nezávislých kandidátů (zbylé šest míst odsadila 3 místy ČSSD, 1 místem ODS, 1 místem SPD).

### Starostové a předsedové
- Josef Mora (1945–1950)
- František Fous (1950–1951)
- Jiří Červený (1951–1952)
- Karel Slepička (1952–1953)
- Jaroslav Sýkora (1953–1954)
- František Fous (1954–1960)
- Vlastimil Černý (1960–1971)
- Václav Fous (1971–1981)
- Jiří Červený (1981–1990)
- Karel Hutr (1990–2002)
- Pavel Hutr (ČSSD) (2002–dosud)

### Znak a vlajka
Ve znaku je červeno-stříbrně polcený štít, vpravo tři stříbrné zkřížené kovářské hřeby, pod nimi kosmo položené stříbrné cvočkařské kladivo s hnědým topůrkem šikmo podložené stříbrnými kleštěmi, vlevo na zeleném návrší vykořeněný smrk přirozené barvy. Vlajku tvoří pět vodorovných pruhů, zelený, bílý, červený se třemi zkříženými bílými kovářskými hřeby, bílý a zelený, v poměru 1 : 1 : 4 : 1 : 1. Poměr šířky k délce listu je 2 : 3.

### Členství ve sdruženích
Obec Věšín je členem ve svazku obcí Mikroregion Třemšín, který vznikl v roce 2000 s cílem celkového rozvoje regionu. Také je členem sdružení Čechy nad zlato, které vzniklo v roce 1996 za účelem ochrany životního prostředí v oblastech ohrožených průzkumem ložisek a těžbou zlata, a MAS Podbrdsko, z.s.

## Školství

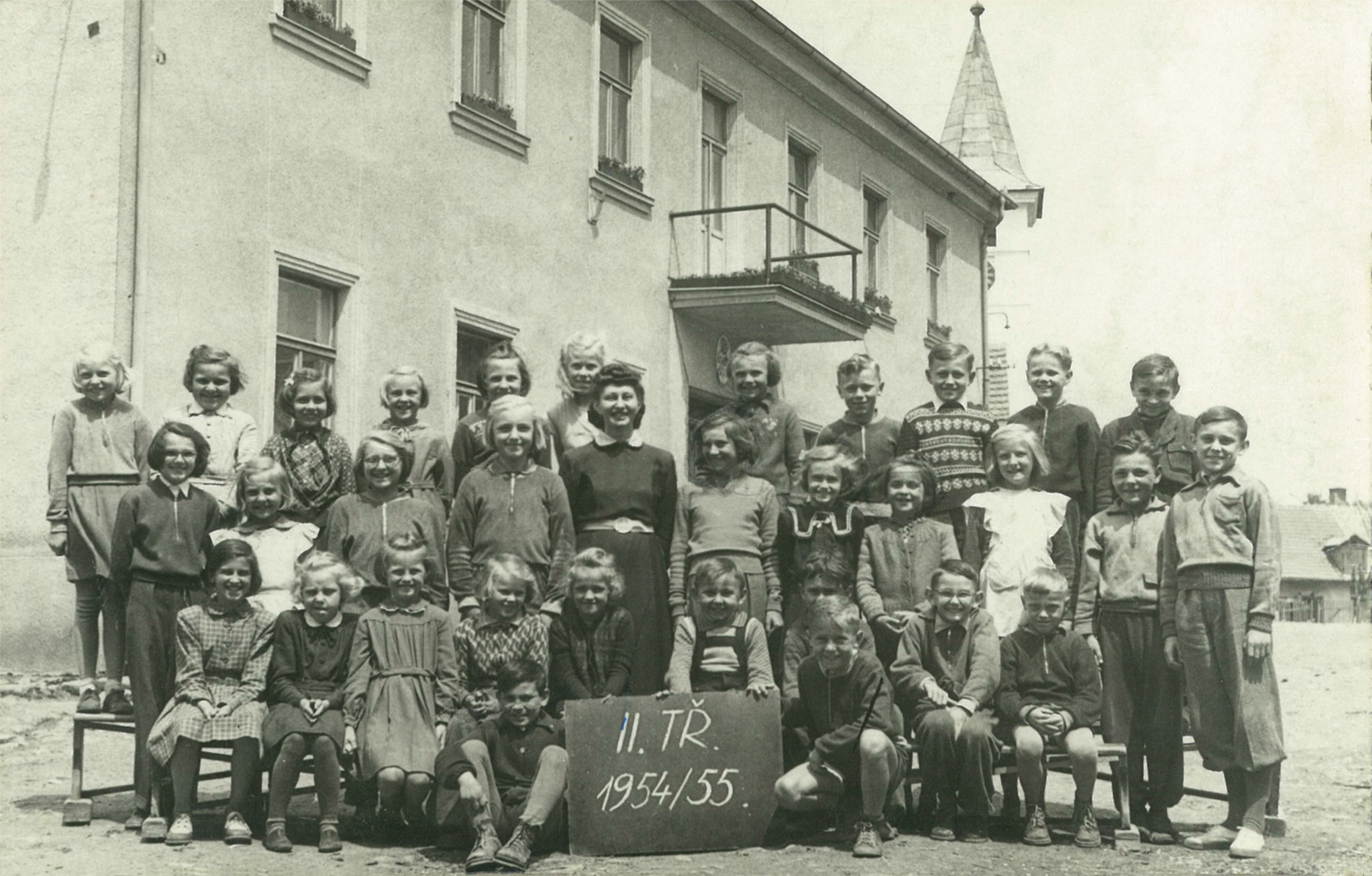
Žáci věšínské školy (1955)

Jednotřídní škola byla ve Věšíně zřízena v roce 1786. Nejprve se učilo v domě č. 22 v najaté místnosti, ale zároveň se stavěla dřevěná školní budova na návsi, kde se škola nachází dodnes. Ke škole byly přiřazeny i děti z Bukové a z Předních a Zadních Hutí. Učitelem zde byl ustanoven Josef Houra, po němž v roce 1792 nastoupil František Kašpárek. V roce 1824 vzrostl počet dětí na 210, proto byla škola rozdělena na dvě třídy s polodenním vyučováním – dopoledne se učila jedna třída, odpoledne druhá. Takto se vyučovalo až do roku 1860. Učitel Kašpárek přibral pomocníka Václava Kopeckého, který se po Kašpárkově smrti v roce 1844 stal jeho nástupcem a zřejmě v obou třídách do roku 1860 vyučoval sám. Od tohoto roku se přešlo na celodenní vyučování a druhá třída byla prozatímně umístěna do domu č. 78. V roce 1866 byla dřevěná školní budova zbourána a po dobu výstavby nové budovy, byla i první třída umístěna do domu č. 78. Nová školní budova byla slavnostně vysvěcena roku 1868 a začalo se v ní vyučovat. V roce 1878 se škola rozšířila ještě o třetí třídu. Roku 1877 zemřel řídící učitel Kopecký. Novým řídícím učitelem se stal Václav Káš, který školu řídil až do roku 1904. Ten v roce 1880 při škole založil pamětní knihu a ovocnickou školku na pronajatém pozemku. V roce 1888 byl pro ni zakoupen pozemek, ale protože se neukázal jako vhodný byl v roce 1904 prodán a získán nový pozemek o výměře 32 akrů, kde byla upravena nová školní zahrada s letní tělocvičnou. V roce 1880 byla také zavedeno vyučování ručních ženských prací tzv. industriální výchova, kterou obstarávala manželka řídícího učitele Teresie Kášová. V roce 1885 byla škola rozšířena o čtvrtou třídu a zůstala čtyřtřídní, i když si v roce 1900 Přední a Zadní Hutě zřídily vlastní školu. Nástupcem řídícího učitele Káše se v roce 1904 stal Václav Mautwitz, ale zemřel již roku 1906, načež se stal řídícím učitelem Jan Lukeš, který na škole působil jako učitel. Za něj byla v roce 1909 provedena důkladná oprava školy. V roce 1913 docházelo do zdejší školy 245 dětí – 122 chlapců a 123 dívek.
Dne 3. února 1965 byla otevřena mateřská škola. V letech 1975 až 1991 bylo zapsáno v průměru 25–30 dětí. V roce 1982 byl rekord v počtu chodících dětí, a to 38. Základní škola a mateřská školka byly sloučeny v roce 2002. V roce 2006 prošla škola i školka rozsáhlou rekonstrukcí včetně školní jídelny. V současnosti (2021) škola funguje jako dvoutřídní škola s 1.– 5. ročníkem. Chodí sem žáci z Věšína, Bukové, Zalán a Rožmitálu pod Třemšínem. Hodiny tělesné výchovy jsou vyučovány v tělocvičně nebo na hřišti TJ Věšín. K dispozici je zahrada mateřské školky. Součástí školy je družina, která má samostatnou třídu.

## Demografie
Počet obyvatel má od roku 1880, kdy bylo v obci zaznamenáno nejvíce obyvatel (1619), spíše sestupnou tendenci. Nejvýraznější úbytek obyvatel byl zaznamenán v roce 1950, kdy oproti roku 1930 ubylo 288 obyvatel. Nejmenší počet obyvatel (613) byl zaznamenán v roce 2001. Vývoj počtu obyvatel a sčítání domů je uveden v tabulce:
| Rok                   | 1869 | 1880 | 1890 | 1900 | 1910 | 1921 | 1930 | 1950 | 1961 | 1970 | 1980 | 1991 | 2001 | 2011 | 2021 |
| --------------------- | ---- | ---- | ---- | ---- | ---- | ---- | ---- | ---- | ---- | ---- | ---- | ---- | ---- | ---- | ---- |
| Počet obyvatel        | 1467 | 1619 | 1561 | 1488 | 1436 | 1380 | 1139 | 851  | 908  | 830  | 715  | 657  | 613  | 659  | 676  |
| Rozdíl počtu obyvatel | –    | +152 | −58  | −73  | −52  | −56  | −241 | -288 | +57  | –78  | –115 | −58  | -44  | +46  | +17  |
|                       |      |      |      |      |      |      |      |      |      |      |      |      |      |      |      |
| Počet domů            | 222  | 238  | 242  | 253  | 253  | 258  | 258  | 307  | 272  | 265  | 240  | 319  | 331  | 350  | 369  |
| Rozdíl počtu domů     | –    | +16  | +4   | +11  | 0    | +4   | 0    | +49  | −35  | –7   | –25  | +79  | +12  | +19  | +16  |

### Rok 1932
V roce 1932 byli v obci Věšín (845 obyvatel, četnická stanice) evidovány tyto živnosti a obchody: obchodník s dobytkem, holič, 4 hostince, obchod s kovanými hřebíky, 3 výrobci kovaných hřebíků, 2 koláři, 2 kováři, 2 krejčí, malíř pokojů, obuvník, pekař, 2 pily, porodní asistentka, 4 rolníci, 2 řezníci, 5 obchodů se smíšeným zbožím, Spořitelní a záložní spolek pro Věšín, švadlena, 2 trafiky, truhlář.

## Doprava

### Dopravní síť
Obcí vede silnice I/19 Nezbavětice – Spálené Poříčí – Rožmitál pod Třemšínem – Březnice – Milevsko – Tábor – Pelhřimov. Do obce dále vede silnice III. třídy. Železniční trať ani stanice či zastávka na území obce nejsou.

### Autobusová doprava 2024
Autobusovou dopravu v obci Věšín zajišťuje společnost Arriva Střední Čechy. Obec je součástí Pražské integrované dopravy (PID) a Integrované dopravy Plzeňského kraje (IDPK). V obci se nacházejí zastávky Věšín a Věšín,na drahách. Na silnici I/19 směrem do Rožmitálu se nachází zastávka Věšín,záv. a opačným směrem na Plzeň zastávky Věšín,ozdravovna Brdy a Věšín,Teslíny. V Bukové se nachází zastávka Věšín,Buková. Obcí procházejí dvě autobusové linky: 521 a 523. Teslíny jsou také výchozí nebo konečnou pro linky 440447 a 470248. Linka 521 spojuje Věšín s Rožmitálem, Sedlicí nebo Hoděmyšlem, Vranovicemi, Lázem, Bohutínem a Příbramí a na druhou stranu s Bukovou. Linka 523 spojuje Rožmitál s Plzní, přičemž po cestě obsluhuje obce Věšín, Míšov, Borovno, Žákava, Nezvěstice, Šťáhlavy a města Spálené Poříčí a Starý Plzenec. Linka 440447 propojuje Teslíny s Míšovem, Borovnem, Hořehledy, Spáleným Poříčím, Nezvěsticemi, Losinou a Plzní. Naopak linka 470248 spojuje Teslíny s Míšovem, Borovnem, Číčovem, Vískami, Skořicemi, Mirošovem, Hrádkem, Novou Hutí, Kamenným Újezdem a Rokycanami.

## Turistika
- Obcí vede cyklotrasa č. 2274 Věšín – Buková – Červený vrch.

- Územím obce vedou zeleně značená turistická trasa Rožmitál pod Třemšínem – Buková – Hutě pod Třemšínem a žlutě značená trasa Brdy, bus – Na Jeleništi – Třemšín.

## Pamětihodnosti
- Novogotická kaple svatého Františka Serafinského z roku 1905, občas využívaná k bohoslužbě, zejména v létě. Výmalba kaple byla dokončena v roce 1906. Její věž je ze všech 4 stran osazena hodinami s dosud původním mechanickým strojkem.[4]
- V Teslínech se nachází myslivna v tyrolském stylu.
- Severně od osady založen koncem 11. století benediktinský klášter s kostelem sv. Jana Křtitele, zničen husity roku 1421, stopy základů staveb leží na území vojenského újezdu Brdy.
- U rozcestí u chaty Václavka se nachází pomník připomínající místo seskoku československých parašutistů z paravýsadků Intransitive a Tin.[25]

## Fotogalerie

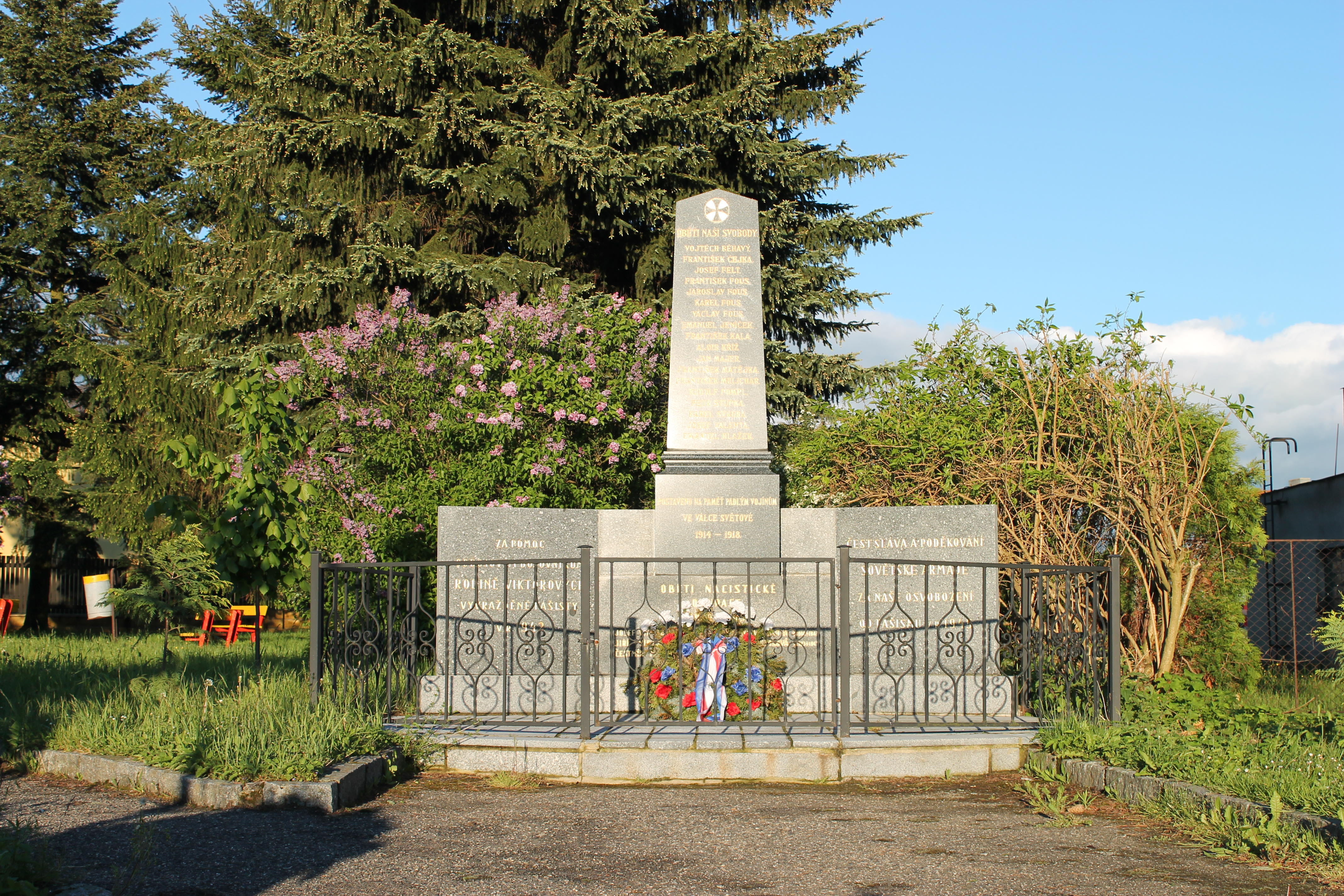
Památník obětem 1. světové války
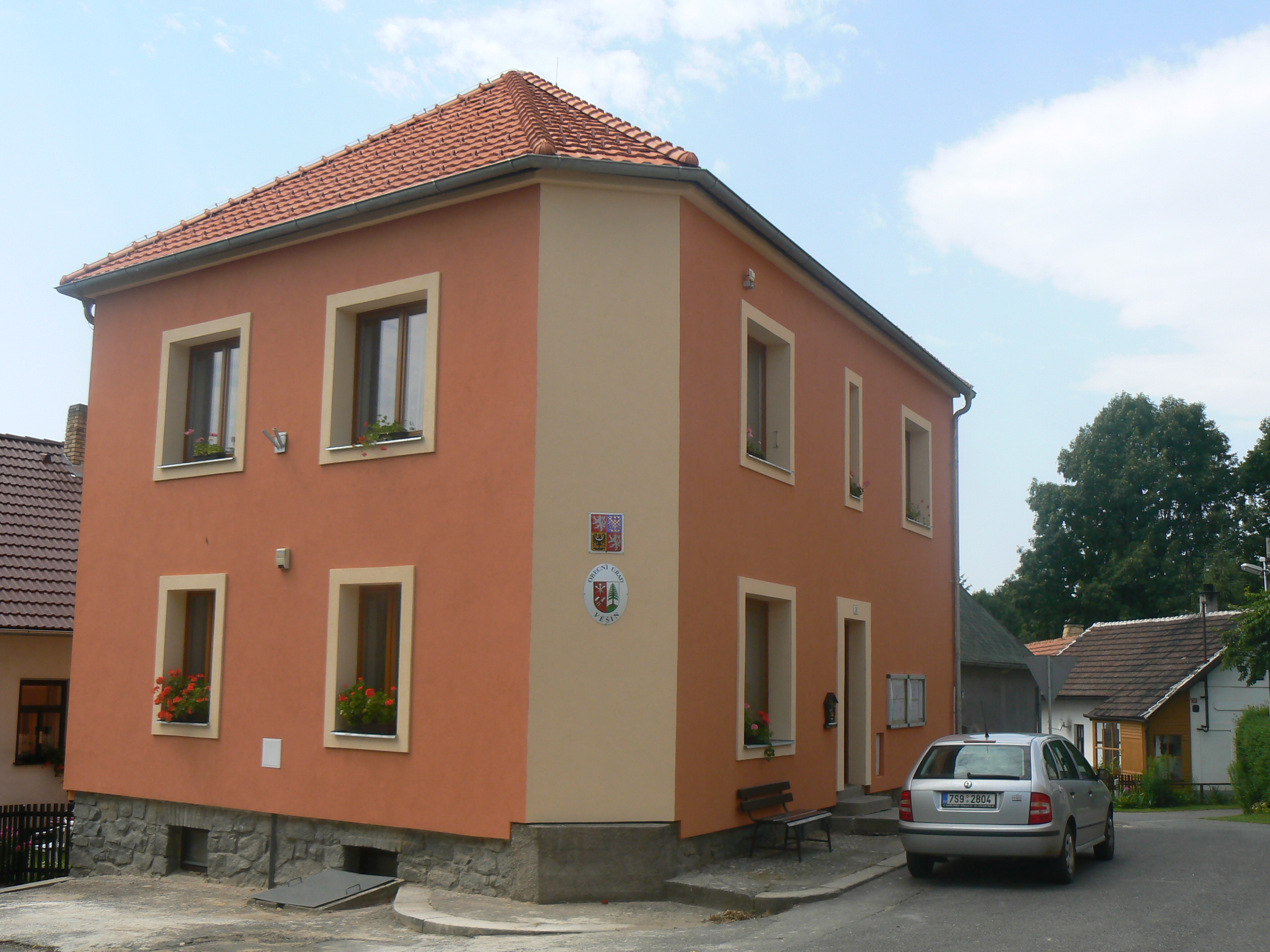
Obecní úřad
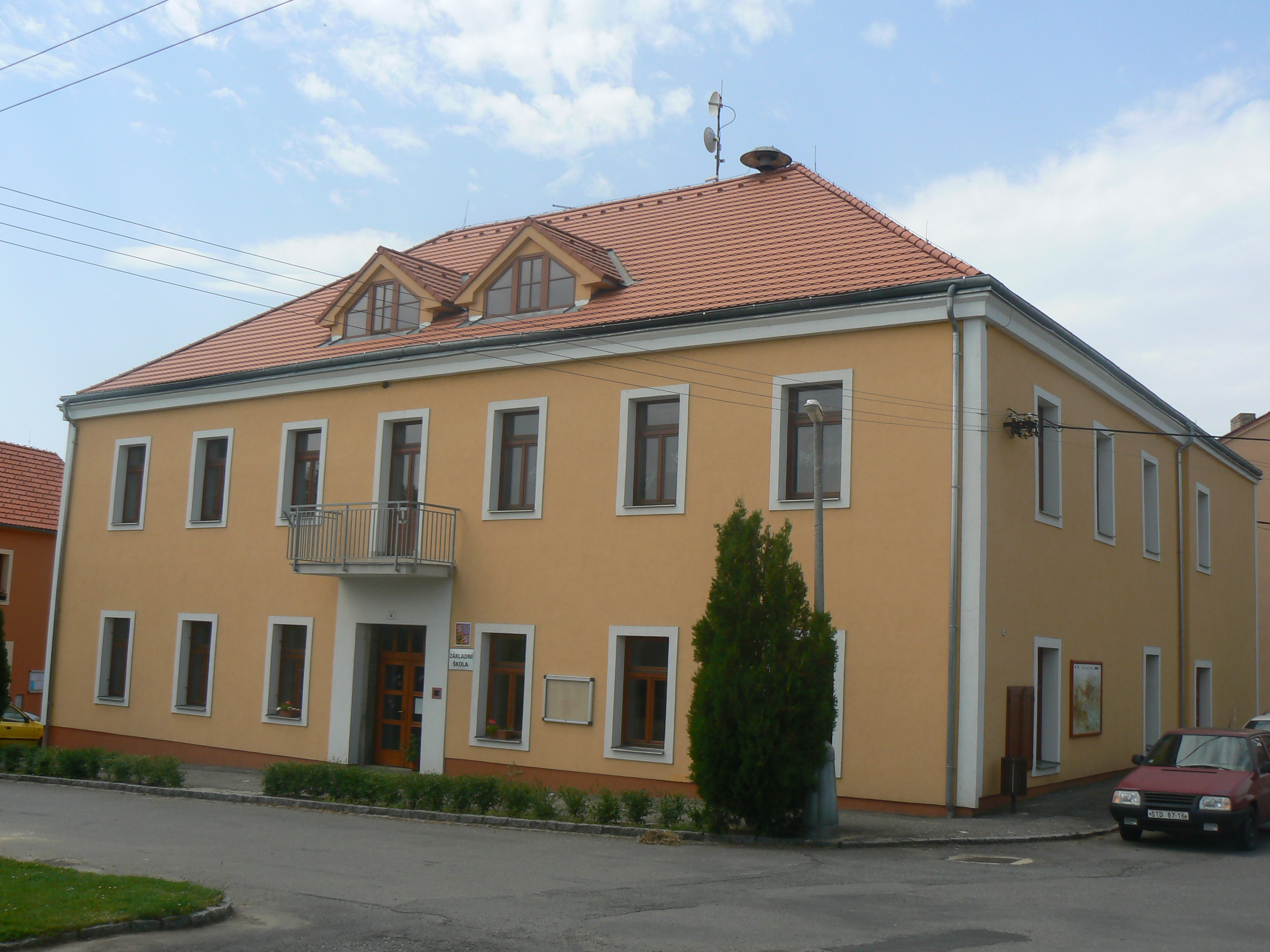
Škola
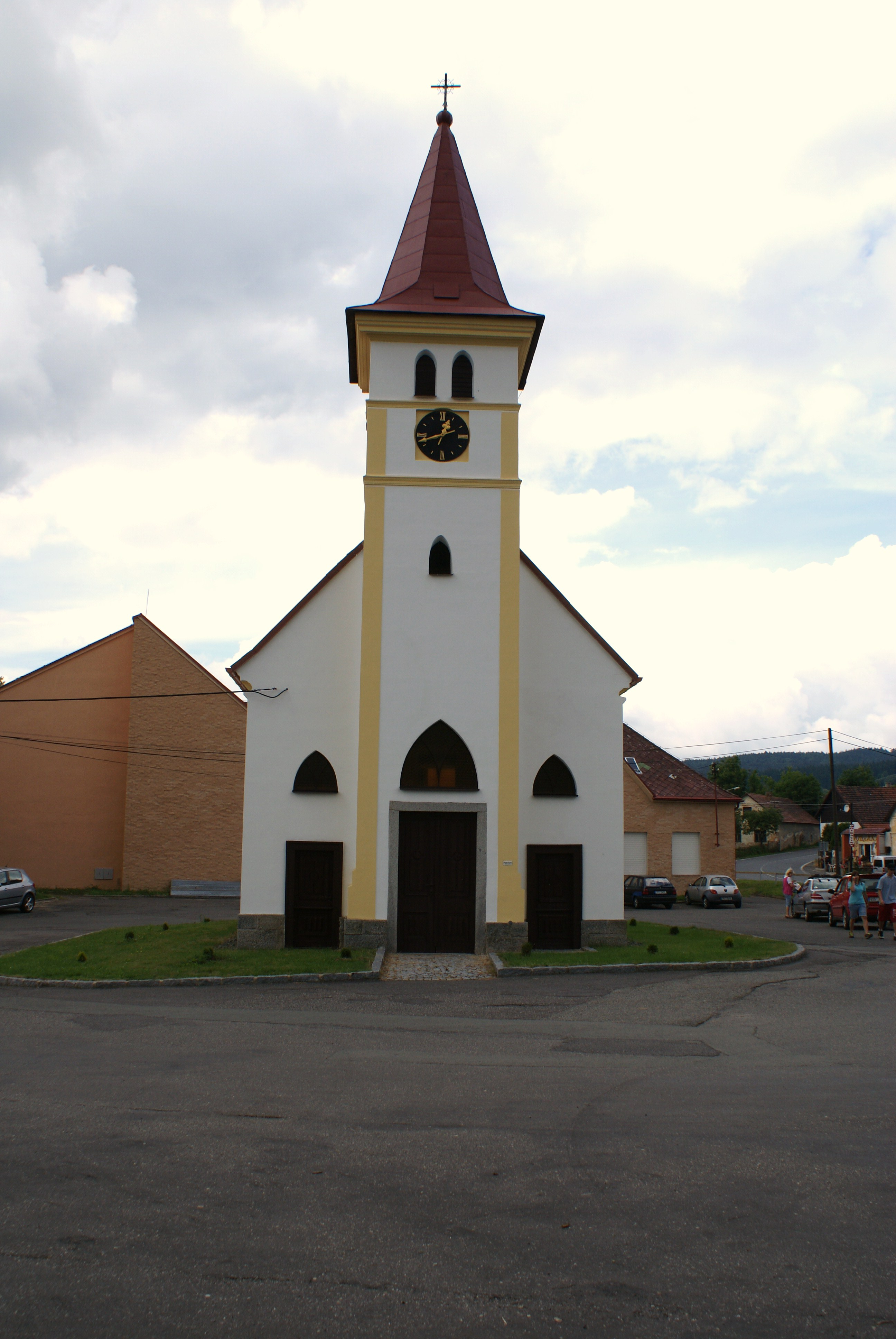
Kaple
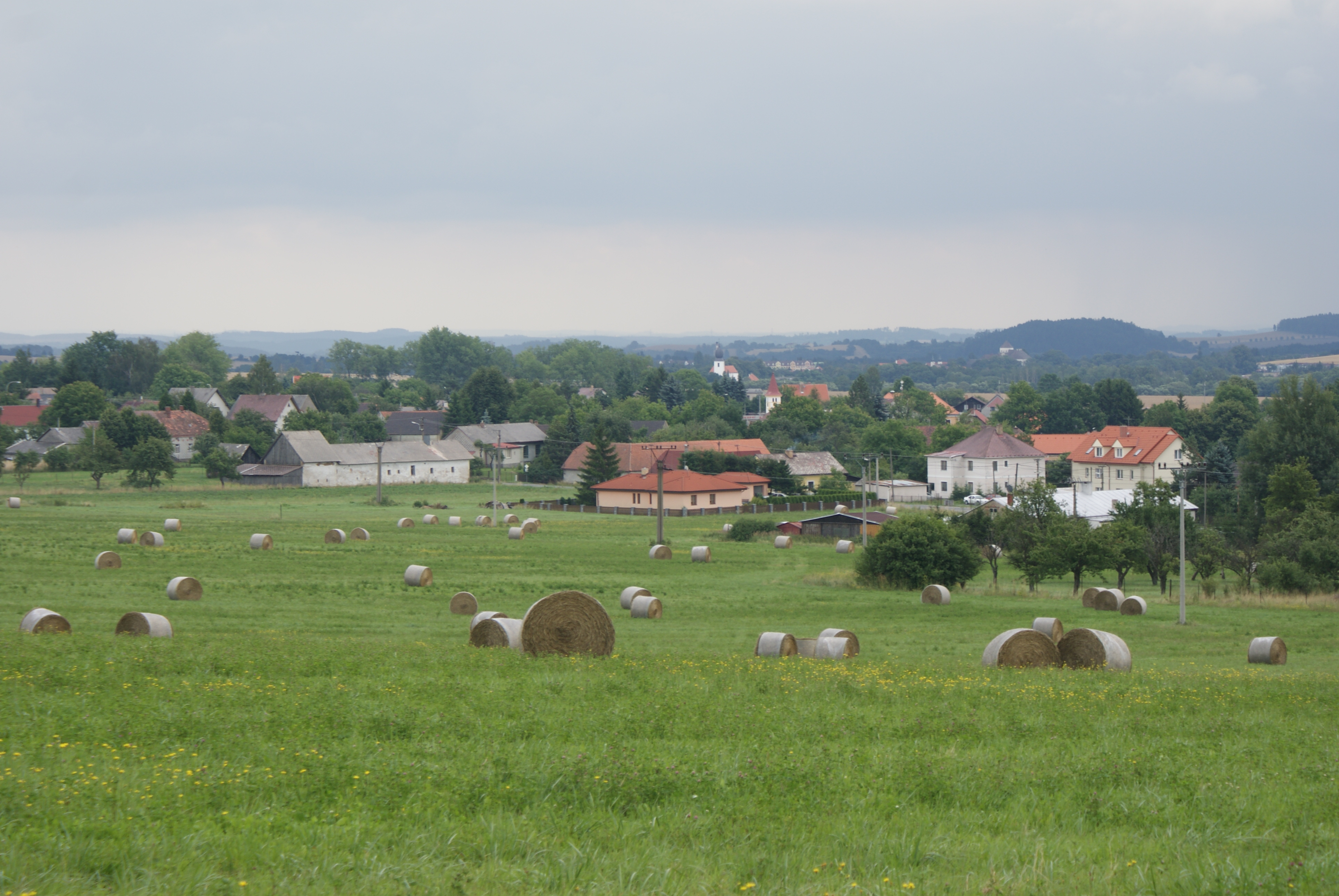
Celkový pohled na Věšín
Letecký snímek z roku 1931: Věšín je uprostřed snímku